# Großforschung
Die Großforschung (englisch Big Science) bezeichnet die außerhalb von Universitäten, zum Teil quasi-industriell betriebene Form der Wissenschaft, die im Wissenschaftsbetrieb seit etwa Mitte des 20. Jahrhunderts verstärkt anzutreffen ist. Dazu zählen vor allem große Forschungseinrichtungen, wie sie zum Beispiel 1942 mit dem Manhattan-Projekt (Los Alamos National Laboratory) eingerichtet wurden.
Aber auch die gesamte Entwicklung der wissenschaftlichen Praxis lässt sich als eine Veränderung von der durch Individuen betriebenen Little Science zur organisierten Big Science beschreiben, wie der Wissenschaftshistoriker Derek de Solla Price 1963 in seinem Buch Little Science, Big Science darlegte. Der Informationswissenschaftler Walther Umstätter sprach in diesem Zusammenhang für das Internetzeitalter von einer „Fließbandproduktion des Wissens“.

## Großforschung in Deutschland
Die Geschichte der Großforschung in Deutschland beginnt 1911 mit der Gründung der Kaiser-Wilhelm-Gesellschaft (KWG), der Vorläuferin der Max-Planck-Gesellschaft (MPG). Während ältere Institutionen des Deutschen Reiches wie das Deutsche Gesundheitsamt (1876) oder die Physikalisch-Technische Reichsanstalt (1887) noch zentrale staatliche Aufgaben bei der Gesundheitskontrolle und der Normung wahrgenommen hatten, standen bei der Gründung der Kaiser-Wilhelm-Gesellschaft forschungs- und industriepolitische Interessen im Vordergrund.
Die Gründung unter dem Einfluss von Friedrich Althoff, Ministerialdirektor im preußischen Kultusministerium, markiert den Beginn einer staatlichen Wissenschaftspolitik. In Wirtschaft und Staat setzte sich die Erkenntnis durch, dass Wissenschaft ein wesentlicher Wettbewerbsfaktor war, dabei drohte Deutschland im Vergleich zu Konkurrenten wie Großbritannien und Frankreich zurückzufallen. Bis 1914 entstanden Institute für physikalische Chemie und Elektrochemie, für Chemie, für experimentelle Therapie und für Arbeitsphysiologie sowie das heute noch existierende Institut für Kohlenforschung in Mülheim an der Ruhr.

### 1914–1945
Im Ersten Weltkrieg überwogen militärische Gesichtspunkte in der Forschungspolitik, so wurde am Institut für physikalische Chemie und Elektrochemie unter Fritz Haber die Herstellung von Giftgas erforscht. Militärische Bedeutung hatte auch die Ammoniaksynthese aus Wasserstoff und Stickstoff zur Herstellung von Sprengstoff und Kunstdünger. Außerhalb der Kaiser-Wilhelm-Gesellschaft entstanden die Deutsche Versuchsanstalt für Luftfahrt (DVL) in Berlin-Adlershof (1912) und die Aerodynamische Versuchsanstalt (AVA) in Göttingen (1918).
In der Weimarer Republik konnte die Kaiser-Wilhelm-Gesellschaft ihre Tätigkeit trotz Verlust von Kapitalvermögen und Namensgeber fortsetzen. Zusätzlich wurde 1920 die Notgemeinschaft der deutschen Wissenschaft (NDW), eine Vorgängerin der Deutschen Forschungsgemeinschaft, gegründet.
Im Dritten Reich traten dann wieder militärische Aspekte und insbesondere die Luftfahrt in den Vordergrund. Als Gegenstück zum amerikanischen Manhattan-Projekt kann man die Raketenforschung in der Heeresversuchsanstalt Peenemünde unter der Leitung von Wernher von Braun betrachten.

### 1945–1989
1948 wurde die Kaiser-Wilhelm-Gesellschaft in Max-Planck-Gesellschaft umbenannt, in der Bundesrepublik Deutschland fusionierte die Notgemeinschaft 1951 mit dem Deutschen Forschungsrat zur Deutschen Forschungsgemeinschaft. Nach dem Königsteiner Staatsabkommen von 1949 war die Forschungspolitik Ländersache, die Gründung der Fraunhofer-Gesellschaft im selben Jahr erfolgte daher durch das Bayerische Wirtschaftsministerium.
Mit der Einrichtung des Bundesministeriums für Atomfragen und dem Atomgesetz wurde 1955 die Erforschung der Kernenergie als bundespolitische Aufgabe der BRD definiert. Bis 1960 entstanden der erste deutsche Kernreaktor in Karlsruhe (KFK), die Kernforschungsanlage Jülich (KFA), die Gesellschaft für Kernenergieverwertung in Schiffbau und Schiffahrt (GKSS), das Hahn-Meitner-Institut (HMI) in Berlin, das Deutsche Elektronen-Synchrotron (DESY) in Hamburg und das Institut für Plasmaphysik (IPP) in Garching.
Auch in der DDR wurde der Kernforschung eine herausgehobene Rolle zugedacht, bspw. mit der Gründung des Zentralinstituts für Kernphysik (ZfK) in Rossendorf, einem Institut der Akademie der Wissenschaften der DDR, das sich mit der parallel entstehenden Großforschung in Westdeutschland durchaus vergleichen ließ.
Seit Beginn der 1960er Jahre wurde in Westdeutschland versucht, das in der Kernforschung etablierte Prinzip der Großforschung auf weitere Anwendungsbereiche zu übertragen. Mit Unterstützung des für Forschungsfragen zuständigen Staatssekretärs Wolfgang Cartellieri entstanden in der Bundesrepublik Deutschland unter anderem die Deutsche Forschungsanstalt für Luft- und Raumfahrt (DLR), die Gesellschaft für Mathematik und Datenverarbeitung (GMD), das Deutsche Krebsforschungszentrum (DKFZ) und schließlich 1979 das Alfred-Wegener-Institut für Polar- und Meeresforschung (AWI).
Zur Koordination zentrenübergreifender Fragestellungen war von den bundesdeutschen kernphysikalischen Forschungszentren bereits 1958 ein Arbeitsausschuss für Verwaltungs- und Betriebsfragen der deutschen Reaktorstationen gegründet worden, dem sich Anfang 1970 die Gründung der Arbeitsgemeinschaft der Großforschungseinrichtungen (AGF) anschloss, um Fragen zur strategischen Ausrichtung, Ausbildung, Besoldung und Patentbehandlung sowie den Erfahrungsaustausch in Betriebs- und Sicherheitsfragen besser koordinieren zu können. In den Folgejahren schlossen sich der AGF weitere Forschungszentren an: 1975 das Deutsche Krebsforschungszentrum, 1976 die Gesellschaft für Biotechnologische Forschung (das heutige Helmholtz-Zentrum für Infektionsforschung), 1983 das Alfred-Wegener-Institut für Polar- und Meeresforschung.

### Seit 1989
Nach der Wiedervereinigung Deutschlands stand zunächst das Problem der Integration der Akademie der Wissenschaften der DDR in die westdeutschen Forschungseinrichtungen im Vordergrund. Als Beispiel einer Fusion mit der Leibniz-Gemeinschaft (WGL) sei exemplarisch das Institut für Meereskunde Warnemünde angeführt, das als Mitglied der Deutschen Akademie der Wissenschaften das zentrale Meeresforschungsinstitut der DDR war und 1992 auf Empfehlung des Wissenschaftsrats als Leibniz-Institut für Ostseeforschung neu gegründet wurde. Neu gegründet als Forschungszentren der AGF wurden auch das Max-Delbrück-Centrum für Molekulare Medizin (MDC) und das GeoForschungsZentrum Potsdam (GFZ), das UFZ-Umweltforschungszentrum Leipzig-Halle, das heutige Helmholtz-Zentrum für Umweltforschung (UFZ). 2001 wurde die Gesellschaft für Mathematik und Datenverarbeitung mit der Fraunhofer-Gesellschaft fusioniert.
Parallel dazu war bereits 1995 die AGF in die HGF, die Helmholtz-Gemeinschaft Deutscher Forschungszentren, umgewandelt worden. Aber erst 2001 wurden der noch lose Mitgliederverbund zu einem eingetragenen Verein rechtlich selbstständiger Mitglieder umgewandelt und die Fördermechanismen einer umfangreichen Strukturreform unterzogen. Inhaltliches Kernstück dieser Strukturreform bildete die Einführung der programmorientierten Förderung (im Gegensatz zu der vorangegangenen zentrenorientierten Finanzierung), bei der die Mitglieder der Gemeinschaft im Rahmen einer alle fünf Jahre erfolgenden Programmbegutachtung im Wettbewerb bzw. in Kooperation die Förderung ihrer Forschungsprogramme beantragen. Das Zentralinstitut für Kernphysik (ZfK) in Rossendorf, das nach der Wiedervereinigung auf Empfehlung des Wissenschaftsrats als Forschungszentrum Rossendorf in der Leibniz-Gemeinschaft neu gegründet worden war, wurde 2011 unter dem Namen Helmholtz-Zentrum Dresden-Rossendorf Mitglied der HGF.

### Internationale Beteiligungen
Seit den 1950er Jahren gehört zur bundesdeutschen Großforschung auch die Beteiligung an internationalen Forschungsinstitutionen. Diese Institute hatten ihren Sitz bisher überwiegend im Ausland. Beispiele sind das Teilchenphysik-Zentrum CERN in Genf, das zu etwa 20 Prozent von Deutschland finanziert wird, die Synchrotronstrahlungsquelle ESRF und die Neutronenquelle ILL (beide in Grenoble), die Europäische Südsternwarte (ESO) in Chile und die in Planung befindliche ESS in Lund (Schweden). Hingegen haben das Molekularbiologie-Labor EMBL Heidelberg und der Überschall-Windkanal ETW Köln bereits seit vielen Jahren ihren Sitz in der Bundesrepublik Deutschland. Auch für die Synchrotronstrahlungsquelle Elettra Sincrotrone Trieste gibt es Förderungen durch die Bundesrepublik Deutschland bzw. die Republik Österreich.
Die Rechtsstellung dieser internationalen Institute ist unterschiedlich und reicht von dem Status einer Internationalen Organisation bis zu dem einer privatrechtlichen Gesellschaft eines der Mitgliedstaaten (z. B. einer deutschen GmbH), deren Gesellschafter entweder die Mitgliedstaaten direkt oder aber Forschungseinrichtungen in diesen Staaten sein können.
Mit dem Röntgenlaser European XFEL in Hamburg und der Facility for Antiproton and Ion Research FAIR in Darmstadt entstehen derzeit (Stand Anfang 2017) die ersten international finanzierten Großforschungsinfrastrukturen auf deutschem Boden.
Auch die Internationale Raumstation ISS kann als Großforschungsanlage betrachtet werden.

## Einsatz außerhalb der öffentlichen Forschung; Kritik
Nicht alle diese Großforschungseinrichtungen dienen ausschließlich der Forschung. So können z. B. einige Teilchenbeschleuniger direkt zur Protonentherapie von Krebspatienten eingesetzt werden oder wurden als Ergebnis der Großforschung entwickelt und zur Industriereife gebracht (Beispiel: Schwerionentherapie durch die GSI: HIT und MIT). Auch können Unternehmen für ihre proprietäre Forschung und Entwicklung Strahlzeit in Beschleunigern mieten oder Experimente in Auftrag geben. Nicht zu unterschätzen sind auch die Effekte der internationalen Kooperation und des Austauschs in Großforschungseinrichtungen. Kritik an Großforschungseinrichtungen setzt oft an den hohen Kosten, aber auch an den ökologischen Folgen an. So verbraucht der Teilchenbeschleuniger des CERN sechs bis acht Prozent des gesamten Stroms im Kanton Genf mit seinen 450.000 Einwohnern.

## Zitate
“For promoting invention, big science in this sense is the technological equivalent of war, and it doesn’t kill anyone.”